# WS-I基本概要
WS-I基本概要（英語：WS-I Basic Profile，官方缩写为WSI BP）是Web服务互操作性行业联盟（WS-I）的一个规范，为核心Web服务规范,如 SOAP，WSDL及UDDI提供互操作性上的指引。 概要使用Web服务描述语言（WSDL）将服务描述为操作消息的端点的集合。
要理解WSI-BP的重要性，需要注意它定义了一个比全部WSDL模式具有更多限制的合法服务的集合。许多常见的平台（如下）支持WSI-BP，但不支持WSI-BP以外的Web服务。

## 版本
- 基本概要的1.0版本在2004年初发布。
- 在2006年发布的1.1版本的范围与1.0版本不同。1.0版本中处理信封序列化以及在消息中的表示被移出作为一个新的概要，称作简单SOAP绑定概要（Simple Soap Binding Profile，缩写SSBP）。
- 1.2版本还没有定案，WS-I网站上可以得到草稿。主要的新特性是将支持MTOM二进制附件以及WS-Addressing。这个版本的工作草案可以从获得。
- 2.0版本正在撰写中。2.0版本将使用SOAP 1.2版本，UDDI 3版本以及WS-Addressing

## 遵从规范的框架
声称遵从WS-I基本概要的框架包括：
- Oracle Weblogic Server 10.3版遵从基本概要，同时遵从WS-I基本安全概要。
- ASP.NET 2.0 - Web服务遵从基本概要 （页面存档备份，存于）
- GlassFish Metro, 包括JAX-WS参考实现(JAX-WS RI)以及Tango (WSIT)项目。
- IBM WebSphere Application Server5.0.2版到5.1版遵从基本概要 1.0，6.0以上版本遵从基本概要 1.1  （页面存档备份，存于）
- Apache Axis 1.2以上版本遵从基本概要1.0
- Apache Axis2
- Celtix
- WebMethods Glue
- JBoss应用服务器
- Codehaus XFire
- Apache CXF，Codehaus XFire与Celtix合并的项目
- Cordys
- SpringWS （页面存档备份，存于）